# Diane Webber
Marguerite Diane Webber también conocida como Marguerite Empey (29 de julio de 1932 - 19 de agosto de 2008) fue una modelo, bailarina y actriz estadounidense.

## Primeros años
Nacida en Hollywood, Los Ángeles, California, Estados Unidos, hija de Marguerite (apellido de soltera Andrus), una actriz de Hollywood y anterior ganadora del concurso de belleza "Miss Long Beach", y Arthur Guy Empey. Educada en la Escuela Preparatoria Hollywood. De niña, recibía lecciones de ballet de la bailarina rusa Maria Bekefi.

## Modelo profesional
A principios de la década de los 50, encontró trabajo como chica del coro en el Club Bimbo's 365 en San Francisco, mientras despegaba su carrera profesional como modelo. Durante esa década, trabajó como modelo para muchos fotógrafos profesionales, incluyendo a Peter Gowland, Bunny Yeager y Keith Bernard. 

## Playmate del Mes
Bajo el nombre de Marguerite Empey fue Playmate del Mes para la revista Playboy en mayo de 1955 y en febrero de 1956. La sesión de fotos para la publicación de 1956 fue realizada por Russ Meyer.

## Nudismo
En la década de los años 60, como parte del movimiento cultural que tuvo lugar en los Estados Unidos, ella desarrolló una pasión por el Movimiento Nudista, y con el que apareció junto a su marido en numerosas revistas nudistas apoyando los beneficios de este estilo de vida, tales como Naked & Together: The Wonderful Webber por June Lange (1967). Ella también ha aparecido en la portada de varios álbumes de discos de vinilo, tales como Jewels of the Sea de Les Baxter por Nelson Riddle, Jazz For Relaxation de Marty Paich, Chile con Cugie por Xavier Cugat, el álbum Luxuriously Slow Mood of The Cesana Strings "Sheer Ecstasy", y el lanzamiento japonés de Seiji Hiraoka & su cuarteto Bedtime Music.
En 1965, viajó a Sioux City para dar evidencia de una petición del Fiscal de distrito de los Estados Unidos en un juicio involucrando el envío de supuestas revistas nudistas obscenas en el Estado de Iowa, pero en vez de proporcionar el caso a a la acusación, en el estrado de los testigos ella defendió los principios del estilo de vida.

## Baile medio-oriental
De 1969 a 1980, la carrera profesional de Empey fue como instructora de danza del vientre en el ahora extinto Everywoman's Village en Van Nuys (California). Ella ocasionalmente actuaba este baile acompañada de algunas de sus mejores estudiantes para el acompañamiento de música del medio-este en lugares públicos de Los Ángeles. Empey fundó Perfumes of Araby, una de las primeras compañías de baile orientales de los Estados Unidos. Los espectáculos de baile de Empey eran sensuales pero no pretendían atraer a la audiencia masculina, ya que mujeres y niños acudían a menudo a las actuaciones. Durante varios años, Empley dirigió y coordinó estos espectáculos al aire libre con hasta cuarenta intérpretes involucrados.

## Jubilación
En sus últimos años, fue bibliotecaria y archivista de una firma de abogados en Santa Mónica.